# Marta Martorell i Camps
Marta Martorell i Camps (Barcelona, 30 d'agost de 1978) és una política catalana. Es graduada en Ciències Polítiques i Relacions Internacionals el 2001 a la Universitat Autònoma de Barcelona, Màster en Estratègia i Comunicació Política a l'Institut de Ciències Polítiques de Barcelona i soctorant en Ciències Polítiques a Governs de ciutats complexes.
És creadora de Civis Govern Obert el 2003 (servei d'assessorament, consultoria i formació en l'àmbit de polítiques públiques i models de gestió pública, dirigida a agents públics) una consultora que treballa amb els agents involucrats en el desenvolupament de la democràcia participativa i en la nova cultura de la governança.
Exalcaldessa de Tiana per ERC. On està involucrada en diversos processos de participació, posant en marxa el Consell dels Infants i el Consell dels Adolescents. També, està involucrada en l’AMPA de l'Escola Lola Anglada com a vocal i com a membre de la Comissió de les activitats extraescolars. També és delegada del Club Esportiu de Futbol de Tiana.
Forma part de la junta de govern del Col·legi de Professionals de la Ciència Política i de la Sociologia de Catalunya. Concretament, és vocal i comissionada per a les Consultores.